# Cricotopus trifasciatus
Cricotopus trifasciatus är en tvåvingeart som först beskrevs av Johann Wilhelm Meigen 1813.  Cricotopus trifasciatus ingår i släktet Cricotopus och familjen fjädermyggor. Arten är reproducerande i Sverige. Inga underarter finns listade i Catalogue of Life.